# Transformação digital

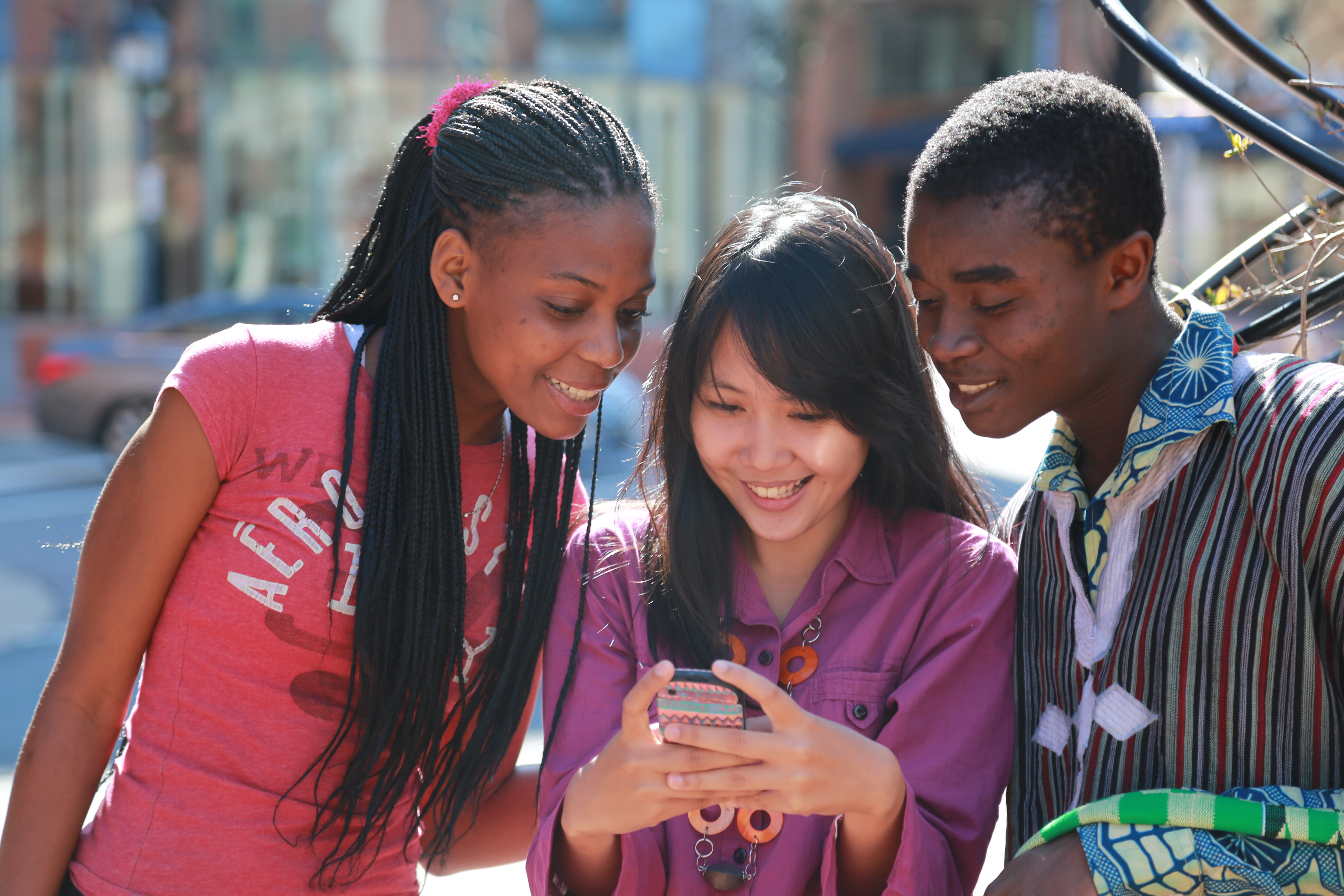
Três pessoas usando um telefone celular.

Transformação digital pode ser definida como um fenômeno que incorpora o uso da tecnologia digital às soluções de problemas tradicionais. Assim, abrange mudanças procedurais em diversos âmbitos de uma sociedade, isto é, essa transformação modifica o paradigma da utilização da tecnologia, por exemplo, das seguintes áreas: governo, economia, mercado de trabalho, educação, medicina, artes, ciência, comunicação global, entre outros.
Além disso, a transformação digital tem como capacidade aumentar a integração entre diferentes setores da sociedade, sendo aplicado em assuntos relacionados aos problemas de administração pública. Um exemplo dessa integração feita de forma consistente e eficaz é a Estónia.

## Desenvolvimento histórico da Transformação Digital
Para estudar a história da Transformação Digital, é preciso considerar todos os aspectos do tema. Mesmo sendo algo mais pesquisado e desenvolvido recentemente, a Transformação Digital é algo que ocorre já há alguns séculos.

### Transformação Digital Binária
Em 1703, Gottfried Wilhelm von Leibniz explicou e imaginou o conceito que seria conhecido como "digitalização" em sua publicação Explication de l'Arithmétique Binaire. Inicialmente desenvolvido como um sistema numérico de base 2, usando apenas dois valores, 0 e 1, o sistema foi desenvolvido e complementado por estudiosos como George Boole (1854), Claude Shannon (1938) e George Stibitz durante a década de 1940.

### Computadores Digitais
Hoje, Stibitz é considerado um dos muitos pioneiros do computador digital, através do desenvolvimento do primeiro computador eletromecânico a partir de sua descoberta dos relés de computação automáticos, assim como o termo 'digital'. O primeiro computador eletrônico foi introduzido por John Atanasoff em 1939. O processo de digitalização depois se acelerou, com o desenvolvimento de computadores pessoais como o Simon em 1950, o Apple II em 1977 e o IBM PC em 1981.

### Avanços Vertiginosos
Com a criação e os avanços da World Wide Web, a dimensão, escala, velocidade os efeitos da digitalização mudaram profundamente, resultando no aumento da pressão sobre o processo de transformação social.
A partir dos anos 2000, a digitalização começou a ser usada mais amplamente como um conceito e argumento para uma introdução governamental geral de TI, aumento do uso da Internet e da TI em todos os níveis. Um desenvolvimento semelhante começou no clima geral de negócios para aumentar a conscientização sobre o assunto e a oportunidade. Na União Europeia, por exemplo, foi desenvolvida uma iniciativa denominada Mercado Único Digital, com recomendações para as agendas digitais nacionais do bloco, que gradual e positivamente devem contribuir para a futura transformação social, com um desenvolvimento mais moderno das comunidades, estruturas e para criar um base para a governança eletrônica e a sociedade da informação.

### Impacto
O debate em torno da transformação digital, entretanto, ganhou maior importância prática para questões políticas, empresariais e sociais, e está ligado a questões de trabalho político para desenvolvimento comunitário, novas mudanças nas abordagens práticas de negócios e oportunidades mais efetivas para organizações no desenvolvimento de processos operacionais e de negócios. Como resultante, a transformação digital está programada para gerar mais de 370 bilhões de dólares em valor global durante os próximos quatro anos.

## Transformação digital para Governos
A transformação digital para governos implica no uso da tecnologia para melhorar o desempenho da administração pública, trazendo serviços mais modernos ao cidadão e maior transparência aos dados públicos.

### República Federativa do Brasil
A Estratégia Brasileira para Transformação Digital é o principal documento institucional que trata acerca de como a República Federativa do Brasil enxerga a transformação digital.
O governo a considera uma peça-chave para aumentar a competitividade e a produtividade da economia brasileira. A Estratégia Digital estabelece um conjunto de 100 ações para impulsionar a digitalização de processos produtivos e da sociedade em um horizonte de quatro anos. O objetivo é criar um ambiente para impactos transformadores em agricultura, comércio, educação, finanças, indústria e serviços.

#### Estratégia Brasileira para Transformação Digital
Em março de 2018, a Estratégia Brasileira para a Transformação Digital (E-Digital) foi decretada após assinatura, do então, presidente da República, Michel Temer, durante a 47ª Reunião do Conselho de Desenvolvimento Econômico e Social (CDES), no Palácio do Planalto, junto com cria o Comitê Interministerial para a Transformação Digital.

##### Organização do Documento Oficial[2]
Na introdução, o documento postula o objetivo de "Aproveitar todo o potencial das tecnologias digitais para alcançar o aumento da produtividade, da competitividade e dos níveis de renda e emprego por todo o País, visando a construção de uma sociedade livre, justa e próspera para todos."
Um aspecto fundamental para E-Digital é a contextualização das ações estratégicas nas grandes agendas internacionais para o desenvolvimento. Entre elas, destaca-se os Objetivos de Desenvolvimento Sustentável da Agenda 2030 das Nações Unidas. Sendo destacado no documento que a meta 9c do Objetivo 9, que é “Aumentar significativamente o acesso às tecnologias de informação e comunicação e se empenhar para procurar ao máximo oferecer acesso universal e a preços acessíveis à internet nos países menos desenvolvidos, até 2022” pode demonstrar diretamente a necessidade de uma ação estratégica com enfoque na transformação digital. Mas o cumprimento do objetivo 9 como um todo, o objetivo e dos 1, 2, 3, 4 e 13 também podem ser auxiliados por uma plena transformação digital.
Logo na introdução é destacado que o documento visa primordialmente a Transformação Digital do governo. Segue com a sessão de Metodologia Adotada, onde explica-se a metodologia adotada para elaboração do documento. Um processo que envolveu criação de cinco subgrupos que tratavam, respectivamente, de:
1. Infraestrutura.
2. Cidadania e Governo Digital.
3. Pesquisa, Desenvolvimento e Inovação.
4. Segurança e Confiança no Ambiente Digital.
5. Economia Digital.

Além de reunião com especialistas, realização de um grupo de trabalho interministerial, realização de Workshops e palestras, dentre outros aspectos. Terminando com o documento base.
Em seguida, o documento dividisse em Eixos Temáticos-Habilitadores e Eixos Temáticos-Transformação Digital.
Os Eixos Temáticos-Habilitadores tratam dos aspectos necessários para implementação de uma transformação digital do governo e da economia. Sendo dividido nos seguintes eixos:
1. Infraestrutura e Acesso às Tecnologias de Informação e Comunicação.
2. Pesquisa, Desenvolvimento e Inovação.
3. Confiança no Ambiente Digital.
4. Educação e Capacitação Profissional.
5. Dimensão Internacional.

Em contrapartida, os Eixos Temáticos tratam da própria implementação da transformação digital. Sendo divido nos seguintes eixos:
1. Transformação Digital da Economia.
2. Transformação Digital: Cidadania e Governo.

##### Ações[2]
O documento prevê a realização de 100 institucionais. Algumas já foram implantadas, algumas já estão em fase de implantação e outras ainda necessitam ser implantadas. Porém, é destacado que o governo sozinho não faz a plena transformação digital, pois a mesma é um aspecto que perpassa a sociedade como um todo.

#### Indicadores
Sendo um aspecto que não envolve unicamente questões técnicas, mas também questões institucionais e sociais, não existe um índice perfeito e único para transformação digital. Seguem alguns índices:

##### Digital Evolution Index from Harvard Business Review
Este índice é apresentado em um artigo, onde reflete sobre um “planeta digital”, e como as interações físicas – no modo como nos comunicamos, nas mudanças sociais, políticas, comerciais, midiáticas e de entretenimento – estão sendo substituídas por seus modelos digitais. O modo como a Evolução Digital é considerada influi diretamente na Transformação Digital, porque esta evolução é vista como a progressão da Transformação Digital nos países.
Como parte de uma colaboração entre a Escola Flecher na Universidade Tuflts e Mastercard, foi criado este índice de Evolução Digital, sendo analisado o estado e alcance da evolução digital em 60 países. Esta evolução é o resultado de uma interação entre quatro pilares, com cerca de 170 indicadores neles. Este pilares eram:
- Condição de Suprimento(relativo a aspectos estruturas para tecnologia).[12]
- Condição de demanda(quão engajados os consumidores no pais em questão estão com as práticas de consumo digitais).[12]
- Ambiente Institucional(avanço dos sistemas jurídicos quanto a tecnologia e nível de digitalização do governo).[12]
- Inovações e mudanças(relativos a aspectos que corroboram as práticas de P&D).[12]

Neste índice o Brasil localiza-se entre a região de "Break out" e "Watch out." A região de Break out refere-se a países com pouca digitalização mas que vêm evoluindo rapidamente. Em contrapartida a região de Watch out refere-se a países que vêm enfrentando sérias barreiras em seu processo de digitalização e em alguns casos regresso no processo de digitalização.

##### Índice de Maturidade Digital da Dell Tecnologies 2018
O índice realizado pela Dell, em colaboração com a Intel, utiliza da ideia de maturidade digital para quantificar a transformação digital em diferentes países ao redor do mundo. Neste índice é medido o progresso da transformação dos negócios ao redor do mundo. De tal forma, o índice trata de aspectos de como a transformação digital no mercado vem ocorrendo nos países ao redor do mundo, sendo assim útil para vislumbrar a transformação digital da economia. O Brasil aparece como o segundo país com maior transformação digital entre os países analisados, atrás somente da Índia.

### República da Estónia
Hoje a Estónia é uma referência mundial em administração pública, mas seu processo de transformação digital começou há 20 anos, quando o país se via isolado da transformação digital corrente pelo mundo. Usando a educação, a tecnologia e a segurança digital como pilares, os estonianos criaram toda sua infraestrutura governamental de uma forma menos burocrática e mais colaborativa.
Atualmente, um cidadão estoniano precisa comparecer pessoalmente a um órgão público em três ocasiões:
1. Casamento.
2. Divórcio.
3. Transferência de imóvel.

Quase 95% da população estoniana utiliza uma espécie de RG digital, que garante acesso a mais de 500 serviços do governo. Fora as situações citadas acima, tudo pode ser realizado online de forma segura e eficiente.

#### Estónia e a segurança digital
Um dos maiores desafios da transformação digital é fazer com que a população sinta confiança no mundo digital, e para isso a certificação digital é uma grande aliada do governo estoniano. A certificação digital fornece tecnologias fundamentais para a execução de todos esses processos. Os RGs estonianos são uma forma de smartcard com chip: quando um cidadão acessa os serviços governamentais, o sistema valida a operação com uma senha e um carimbo do tempo, que fideliza as datas de cada operação.

### República da Índia

#### Índia Digital
O programa Índia Digital foi feito como uma maneira de estimular para frente a transformação digital do país e empoderar os cidadãos no processo. Tendo como base de seus esforços a ênfase do governo em desenvolver infraestruturas para possibilitar acesso a internet para todos os cidadãos e para todos os Indianos possuírem uma identidade digital.

##### Consequências[15]
Por conta do requerimento de cada pessoa ter uma Identidade Digital única para verificar contas bancárias, duplicidade e anomalias em contas bancárias foram aliviadas após desmonetização. Dados gerados pela economia digital também também afetaram taxações individuais. A flutuabilidade da taxa burocrática, que é uma medida da sustentabilidade de calcular como a mudança na base de taxação de renda em relação ao PIB, está em uma década acima de 2.2. Isto significa que um número maior de pessoas estão pagando impostos. Para um país em que a taxa de renda foi tradicionalmente no mais baixo único digito percentual, a digitalização está começando a solucionar os longos processos e problemas de sistema na fiscalização de taxa.
As iniciativas das políticas da Índia de habilitação digital contribuíram para um grande aumento no ranking do país no Index do Banco Mundial de Facilidade de realização de negócios, ou Ease of doing business index.

#### Indicadores

##### Digital Evolution Index from Harvard Business Review
A Índia aparece na região de "Break out", neste index.

##### Índice de Maturidade Digital da Dell Tecnologies 2018
Neste index a Índia aparece na primeira posição em Maturidade Digital.

### República de Singapura
Uma estratégia digital bem sucedida depende do acesso simplificado à tecnologia e especialistas talentosos. Neste contexto, a capacidade de obtenção do capital humano de Singapura, ajuda a ilustrar como o país insere-se no contexto da Transformação Digital.
De acordo com indicador do The Economist Intelligence Unit (EIU), Singapura é o país na Ásia melhor posicionado para resolver a escassez de capital humano. A cidade acendeu três posições para o topo da categoria de capital humano em 2018.
Enquanto localidades como Índia e Hong Kong, tem altos números de profissionais tecnológicos, Singapura claramente ultrapassa-nos. A reportagem aponta que: "Educação, evidentemente, é a fundação da reserva de talentos de um país, e Singapura levou várias iniciativas nos anos recentes para garantir que suas escolas e universidades produzam graduandos com habilidades digitais que negócios e outros empregadores precisam. Isto inclui a atualização do currículo secundário e escola vocacional para enfatizar tanto habilidades difíceis e simples inerentes ao século 21 e introduzir programas vitalícios de aprendizagem para empregados e diferentes estágios de carreira."

#### Indicadores

##### Digital Evolution Index from Harvard Business Review
Neste indicador Singapura aparece na região de "Stand out". Esta região é caracterizada por países que são altamente digitalizados e exibem alta ascensão. Estes países são líderes em alavancar a inovação, construindo seus avanços existentes em maneiras eficientes e efetivas. Porém, sustentar um alto crescimento consistentemente é um desafio, e a inovação leva a expansão e normalmente a irregulares fenômenos.

## Transformação Digital para organizações internacionais
O modo como as organizações internacionais interpretam e aplicam o conceito de transformação digital, depende do modelo da organização, intergovernamental ou não-governamental, e de seus objetivos no cenário internacional ou regional. Seguem alguns exemplos de como a transformação digital é interpretada por algumas organizações internacionais:

### União Europeia[17]
A Comissão Europeia dentro de suas políticas acerca da indústria, postula que a Transformação digital é caracterizada pela fusão do avanço da tecnologia e a integração de sistemas físicos e digitais; a predominância de modelos inovativos de negócios e novos processos, e a criação de produtos e serviços. Também, diz que a indústria Europeia pode construir sua força no avanço de tecnologias digitais como Internet dos Coisas, Big Data, manufatura avançada, robótica, impressão 3d, tecnologia blockchain e oferta de inteligência artificial. Isto possibilitaria à Indústria europeia capturar uma parcela dos mercados emergentes para produtos e serviços do futuro.
Porém, de acordo com a Comissão Europeia, os negócios da União Europeia não estão aproveitando completamente estes avanços tecnológicos ou modelos inovativos de negócios oferecidos pela economia colaborativa. O estado de digitalização da indústria varia de acordo com setores, particularmente entre de alta tecnologia e áreas mais tradicionais, e também entre países europeus e regiões. Havendo também altas disparidades entre grandes companhias e médias/pequenas empresas.

#### Áreas de políticas da Comissão Europeia
As áreas de políticas da Comissão Europeia relativas a transformação digital são:
- Big Data e Plataformas digitais.
- Habilidades Digitais.
- Cidades e regiões.
- Padronização de Tecnologia da Informação Comunicação(TIC).

#### Iniciativas da Comissão
As iniciativas da Comissão Europeia relativas ao tema são:
- Monitoramento da Transformação Digital.
- A Campanha Watify de Conscientização- Campanha sobre a modernização da indústria.
- Estimulo ao uso inteligente das TIC's por parte das Empresas de médio/pequeno porte.
- Fórum de Políticas Estratégicas em Empreendedorismo Digital(2014-2016).

### União Internacional de Telecomunicações
Em março de 2018, Brahima Sanou, Diretor do Escritório de Desenvolvimento de Telecomunicações da UIT, destacou que a organização continua a ajudar seu estados membros a acelerar a transformação digital através de ecossistemas inovativos centrados de Tecnologias da Informação e Comunicação que auxiliam negociações e inovação, simultaneamente encorajando o empoderamento de partes interessadas de base e  criando novas oportunidades para eles no setor de Tecnologia da Informação e Comunicação. Além disso, destacou que através de colaboração e parcerias, a organização e as partes interessadas podem  trabalhar juntas para trazer aplicações inovativas e serviços que abrem portas para conhecimento sem precedentes, empregabilidade e oportunidades financeiras para todos.
Ademais no mesmo mês de 2018, a organização disponibilizou uma série de publicações designadas para auxiliar uma série de publicações designadas para auxiliar estados mebros da UITa promover crecimento econômico e empregabilidade através da inovação digital. As publicações foram lançadas durante a Cúpula Mundial do Fórum da Sociedade da Informação 2018, cujo nome original é World Summit on the Information Society Forum 2018 (WSIS 2018).
Logo, pode-se inferir que a perspectiva de transformação é primordial para a UIT.

### Câmara de Comércio Internacional
A organização destaca que por conta do papel chave do setor privado no processo da transformação digital, a Câmara Internacional de Comércio auxilia a criação de um ambiente legal e regulatório estável que possibilita novos negócios e valorize a competitividade. Além disto, a organização acredita que o mercado aberto e o fluxo livre de dados ajudará a florescer, especialmente em Empresas de Pequeno/Médio Porte, que enfrentam barreira por conta de seus recursos limitados. "O setor privado tem a oportunidade de ser um parceiro para os governos - trazendo o poder das TICs(Tecnologias da Informação e Telecomunicação) para abarcar uma série de necessidades do governo, negócios e cidadãos.".

### Movimento Internacional da Cruz vermelha e do Crescente Vermelho
No desenvolvimento da estratégia futura da Cruz Vermelha de 2030, a instituição destaca que "Enquanto uma sem precedentes revolução digital e tecnológica desdobra-se ao nosso redor, oportunidades transformadoras estão emergindo em todos os aspectos de nosso trabalho incluindo; o potencial de dados para abrir novos insights para nossos programas e comunidades; para avanços tecnológicos alavancarem novas abordagens em voluntariado, resposta a desastre, previsões e outras áreas do programa e; para abordagens mais fortes de aprendizado através de mais dinamismo e redes conectadas. Avanços mais além sobre as décadas emergentes estão provavelmente para reformar o modo que nosso trabalho é feito e o tipo de atores que tornam-se envolvidos no setor. Riscos também devem ser considerados incluindo preocupações éticas, hacking e privacidade de dados e proteção. Avanços tecnológicos podem também expor a comunidade a novas vulnerabilidades que irão tomar forma em alguns de nossos programas nos anos emergente incluindo isolamento, bullying, polarização e ataques cibernéticos e malevolências."
Este trecho demonstra em linhas gerais como a instituição vê o constante processo de transformação digital, pelo qual o mundo e a sociedade humana como um todo vêm passando.

## Transformação Digital para empresas
A transformação Digital nas empresas implica o uso inteligente da tecnologia voltada as pessoas; desde os clientes aos membros da organização, de modo a otimizar processos, reduzir custos e aumentar as vantagens competitivas da empresa em questão no mercado.